# Vodja kabineta predsednika Vlade Republike Slovenije
Vodja kabineta predsednika Vlade Republike Slovenije je državni sekretar, ki vodi kabinet predsednika Vlade Republike Slovenije. 

## Seznam
| Ime                             | Premier         | Vlada                         |       |
| ------------------------------- | --------------- | ----------------------------- | ----- |
| Nika Dolinar Divjak             | Janez Janša     | 8. vlada Republike Slovenije  | [ 1 ] |
| Simona Dimic Jadranka Gustinčič | Borut Pahor     | 9. vlada Republike Slovenije  | [ 2 ] |
| Nika Dolinar Divjak             | Janez Janša     | 10. vlada Republike Slovenije | [ 3 ] |
| Jernej Pavlič                   | Alenka Bratušek | 11. vlada Republike Slovenije | [ 4 ] |
| Gregor Krajc                    | Miro Cerar      | 12. vlada Republike Slovenije |       |
| Janja Zorman Macura             | Marjan Šarec    | 13. vlada Republike Slovenije |       |
| Peter Šuhel                     | Janez Janša     | 14. vlada Republike Slovenije | [ 5 ] |
| Petra Škofic                    | Robert Golob    | 15. vlada Republike Slovenije | [ 6 ] |
| Luka Špoljar                    | Robert Golob    | 15. vlada Republike Slovenije | [ 7 ] |